# 克桑滕
克桑滕（德語：Xanten，發音：[ˈksantn̩] ⓘ）是德国北莱茵-威斯特法伦州杜塞尔多夫行政区韦瑟尔县的城市，位于莱茵河下游的左岸，面积72.43平方千米，2023年12月31日人口为21,776人。
当地著名的景点为始建于1263年的哥特式建筑克桑滕大教堂。克桑滕也是众多古罗马遗址的所在处，因其古罗马博物馆和考古公园而知名。该城市还有一座用以进行各种水上活动的大型人工湖。每年约有一百万游客参观。
长篇史诗尼伯龙根之歌中的主角之一齐格弗里德是克桑滕王国的王子。

## 友好城市
克桑滕与以下城市结为友好城市：
- 巴勒斯坦 拜特萨侯尔（英语：Beit Sahour）
- 比利时 海尔
- 法國 桑特
- 英格兰 索爾茲伯里